# Harum Scarum
Harum Scarum er en amerikansk film fra 1965. Filmen, hvis hovedrolle blev spillet af Elvis Presley, blev produceret af Sam Katzman på MGM og havde Gene Nelson som instruktør.
Filmen blev indspillet fra 15. marts til 19. april 1965 og havde premiere den 24. november 1965 i Los Angeles. Den havde dansk premiere den 21. marts 1966.
Harum Scarum var den 19. i rækken af film med Elvis Presley. Filmen, hvis manuskript blev skrevet af Gerald Drayson Adams, handler om en sanger og filmstjerne, der under en turne i Mellemøsten bliver kidnappet og dermed en vigtig brik i et komplot mod kongen. Sammen med kongens kønne datter får han dog afværget mordet, og får som tak for sin indsats prinsessens hånd.
Harum Scarum blev optaget på Iverson Ranch, Chatsworth, Los Angeles og i MGM's studier i Hollywood.
Her i Europa blev filmen lanceret som Harem Holiday, og den danske titel på Harum Scarum var Elvis i haremet.

## Musik
Harum Scarum havde en titelmelodi, – men kun i Europa, hvor filmen som nævnt blev lanceret som Harem Holiday. Herudover var der yderligere 10 sange i filmen, alle indspillet i Nashville i dagene 24. – 26. februar 1965. Soundtracket blev udgivet i oktober 1965 på en LP-plade med titlen Harum Scarum.
De i alt 11 sange på LP'en var:

### Side 1
- "Harem Holiday" (Peter Andreoli – Vince Poncia)
- "My Desert Serenade" (Stanley J. Gelber)
- "Go East Young Man" (Bill Giant, Bernie Baum, Florence Kaye)
- "Mirage" (Joy Byers)
- "Kismet" (Sid Tepper, Roy C. Bennett)

### Side 2
- "Shake That Tambourine" (Bill Giant, Bernie Baum, Florence Kaye)
- "Hey Little Girl" (Bill Giant, Bernie Baum, Florence Kaye)
- "Golden Coins" (Bill Giant, Bernie Baum, Florence Kaye)
- "So Close Yet So Far" (Joy Byers)
- "Animal Instinct" (Bill Giant, Bernie Baum, Florence Kaye)
- "Wisdom Of The Ages" (Bill Giant, Bernie Baum, Florence Kaye)

## Andet
Til trods for et særdeles tyndt manuskript fik Elvis Presley 1 million dollars for sin medvirken i filmen, – den højeste sum han opnåede for medvirken i nogen af hans mange film.